# 서울 안양암 대웅전 신중도
안양암 대웅전 신중도(安養庵 大雄殿 神衆圖)는 서울특별시 종로구 창신동, 안양암 대웅전에 있는 일제강점기의 신중도이다. 2004년 9월 30일 서울특별시의 문화재자료 제15호로 지정되었다.

## 지정 사유
현재 안양암 대웅전 향좌측 팔상도 옆에 걸려 있는 이 신중도는 당대 최고의 화승(畵僧)으로 손꼽히는 고산당(古山堂) 축연(竺演) 스님이 그 학승들인 보응당(普應堂) 문성(文性), 학송(鶴松)
등과 함께 1924년 제작한 작품이다. 고산 스님은 젊었을 때는 주로 금강산 쪽에서 활약했는데 후반기에는 철유(喆侑) 스님과 함께 서울․경기 지방의 불화(佛畵) 제작에서 쌍벽을 이룬 분으로 평가받고 있다.
이 작품은 대예적금강(大穢跡金剛 : 일체의 악을 제거하는 위력을 가진 명왕으로 온몸에서 지혜의 불길을 뿜으므로 火頭金剛이라고도 한다)을 크게 화면 중심에 놓고 좌우로 화면을 분할하여 좌측으로는 제석(帝釋)․범천(梵天:)․일궁천자(日宮天子)․월궁천자(月宮天子)․변재천왕(辯才天王 : 노래와 음악의 女神)․동방천왕(東方天王)․북방천왕(北方天王)․천녀(天女) 5인․천동(天童) 2인을, 우측으로는 위태천(韋駄天 : 남방증장천의 8대 장군의 하나이자 귀신을통솔하는 신으로서 일반적으로 갑옷을 걸치고 합장한 팔위에 보검을 받들고 있으나 조선후기에 오면서 머리에 새 날개 깃으로 장식된 화려한 투구로 쓰고 보검을 합장하여 받들거나 두 손으로 검을 잡고 있는 모습으로 표현된다)을 중심으로 용왕(龍王)ᆞ산신(山神)ᆞ공덕천왕(功德天王)ᆞ남방천왕(南方天王)ᆞ서방천왕(西方天王)ᆞ조왕신(竈王神)ᆞ도량신(道場神)ᆞ무장신ᆞ천동(天童) 2인을 배치하였는데 일반적인 신중도 도상과 달리 제석 범천 위태천이 대예적금강의 협시처럼 표현된 것이 특징이다. 이러한 구도의 신중도는 바로 축연(竺演) 스님에 의해 창안된 것으로 19c말～20c 초에 서울ᆞ경기 지역에서 최초로 등장한다. 화성 용주사 신중도ᆞ강화도 보문사 신중도에서도 이와 같은 양식을 찾아볼 수 있다.
또한 이 신중도에서는 신중들의 얼굴과 신체에 근대적 음영법이 사용되었는데 이러한 음영법은 같은 시기 전라도와 경상도의 불화에서는 거의 나타나지 않고 있고 서울ᆞ경기 지역에서만 나타
나는 기법으로 전통불화에서 근대적 불화로의 진전을 보여준다 하겠다.
한편 이 그림의 하단에는 좌, 우, 중앙 세부분으로 나뉘어 화기가 기록되어 있어 제작연대와 제작자를 알 수 있게 한다. 화기의 원문은 다음과 같다.
<오른쪽>
佛紀二千九百 五十一年甲子 五月日奉 安于京城 昌信洞安 養庵 緣化所 證明比丘 海峰
會主 比丘 性月 誦呪 比丘 珽燮 金魚比丘 古山 比丘普應 比丘鶴松 持殿比 丘蓮心 住持比丘太俊 都監金正因 供司 李地藏 畵記朴聖元

<왼 쪽>
 施主 李氏性德行 金氏悟眞行 金氏實相行 林氏大慈行 李氏觀音行 景氏勝椽心 孔氏正戒行 趙氏慧雲行 崔氏光明華 柳氏慈仁行 尹氏竗法華 張氏大明華 崔氏普明華 李氏正慧華 裵氏玅智月 安氏普明佛 李氏萬善華 盧氏無量功 坤命閔氏甲寅生 坤命朴氏丙子生 崔氏光明華 廉氏上品蓮 坤命林德卿 李氏正德行

제작연대와 제작자가 확실히 밝혀져 있고, 당대의 대표적 화사인 고산 스님의 작품으로서 구도와 기법 면에서 불화의 근대적 발전과 서울 지역 불화의 특징을 잘 보여주고 있으며 원형도 잘
보존되어 있으므로 시 유형문화재로 지정한다.

## 참고 자료
- 안양암대웅전신중도 - 국가유산청 국가유산포털